# Ghiacciaio Saussure
Il ghiacciaio Saussure (in inglese Saussure Glacier) è un ghiacciaio situato sulla costa di Loubet, nella parte occidentale della Terra di Graham, in Antartide. Il ghiacciaio, il cui punto più alto si trova 909 m s.l.m., si trova in particolare sulla penisola Arrowsmith e fluisce verso nord-est dalle montagne di Tyndall fino al fiordo di Lallemand.

## Storia
Il ghiacciaio Saussure è stato mappato nel 1957 dal British Antarctic Survey, che all'epoca si chiamava ancora Falkland Islands and Dependencies Survey, grazie a fotografie aeree scattate durante varie spedizioni effettuate dalla stessa agenzia ed è stato poi così battezzato dal Comitato britannico per i toponimi antartici in onore di Horace-Bénédict de Saussure (1740—99), il fisico e naturalista svizzero che, nel 1787, comprese per primo che a far percorrere grandi distanze ai massi erratici era stato il ghiaccio.